# General Cup 2015
General Cup 2015 – siódma edycja turnieju nierankingowego, który został rozegrany w dniach 16-21 listopada 2015 roku w General Snooker Club w Hongkongu.

## Nagrody
|                          | Nagroda   |
| ------------------------ | --------- |
| Zwycięzca                | 120 000 $ |
| Finalista                | 60 000 $  |
| Półfinalista             | 40 000 $  |
| Trzecie miejsce w grupie | 25 000 $  |
| Czwarte miejsce w grupie | 20 000 $  |
| Runda dzikich kart       | 20 000 $  |
| Break stupunktowy        | 2 000 $   |
| Najwyższy break          | 20 000 $  |

## Wyniki

### Faza grupowa

#### Grupa A
| Poz. | Zawodnik      | M | MW | MP | FW | FP | R  | Pkt |
| ---- | ------------- | - | -- | -- | -- | -- | -- | --- |
| 1    | Michael White | 3 | 2  | 1  | 10 | 6  | +4 | 2   |
| 2    | Zhang Anda    | 3 | 2  | 1  | 11 | 8  | +3 | 2   |
| 3    | Joe Perry     | 3 | 1  | 2  | 8  | 9  | -1 | 1   |
| 4    | Martin Gould  | 3 | 1  | 2  | 5  | 11 | -6 | 1   |

- Martin Gould 4–3 Zhang Anda
- Joe Perry 2–4 Zhang Anda
- Michael White 4–0 Martin Gould
- Joe Perry 4–1 Martin Gould
- Michael White 2–4 Zhang Anda
- Joe Perry 2–4 Michael White

#### Grupa B
| Poz. | Zawodnik      | M | MW | MP | FW | FP | R  | Pkt |
| ---- | ------------- | - | -- | -- | -- | -- | -- | --- |
| 1    | Marco Fu      | 3 | 2  | 1  | 9  | 6  | +3 | 2   |
| 2    | Mark Williams | 3 | 2  | 1  | 8  | 5  | +3 | 2   |
| 3    | Michael Holt  | 3 | 1  | 2  | 6  | 9  | -3 | 1   |
| 4    | Mark Davis    | 3 | 1  | 2  | 6  | 9  | -3 | 1   |

- Marco Fu 4–0 Mark Williams
- Marco Fu 1–4 Mark Davis
- Mark Williams 4–0 Michael Holt
- Mark Davis 1–4 Michael Holt
- Mark Williams 4–1 Mark Davis
- Marco Fu 4–2 Michael Holt

### Runda finałowa
|  |                                        |                                        |                                        |          |   |                                    |                                    |                                    |
|  | Półfinały (do 6 frame'ów) 20 listopada | Półfinały (do 6 frame'ów) 20 listopada | Półfinały (do 6 frame'ów) 20 listopada |          |   | Finał (do 7 frame'ów) 21 listopada | Finał (do 7 frame'ów) 21 listopada | Finał (do 7 frame'ów) 21 listopada |
|  | Półfinały (do 6 frame'ów) 20 listopada | Półfinały (do 6 frame'ów) 20 listopada | Półfinały (do 6 frame'ów) 20 listopada |          |   | Finał (do 7 frame'ów) 21 listopada | Finał (do 7 frame'ów) 21 listopada | Finał (do 7 frame'ów) 21 listopada |
|  |                                        |                                        |                                        |          |   |                                    |                                    |                                    |
|  |                                        |                                        |                                        |          |   |                                    |                                    |                                    |
|  | Walia                                  | Michael White                          | 1                                      |          |   |                                    |                                    |                                    |
|  | Walia                                  | Michael White                          | 1                                      |          |   |                                    |                                    |                                    |
|  | Walia                                  | Mark Williams                          | 6                                      |          |   |                                    |                                    |                                    |
|  | Walia                                  | Mark Williams                          | 6                                      |          |   | Walia                              | Mark Williams                      | 3                                  |
|  |                                        |                                        |                                        |          |   | Walia                              | Mark Williams                      | 3                                  |
|  |                                        |                                        | Hongkong                               | Marco Fu | 7 |                                    |                                    |                                    |
|  | Hongkong                               | Marco Fu                               | Hongkong                               | Marco Fu | 7 | 6                                  |                                    |                                    |
|  | Hongkong                               | Marco Fu                               |                                        |          |   |                                    |                                    |                                    |
|  |                                        | Zhang Anda                             | 3                                      |          |   |                                    |                                    |                                    |
|  |                                        | Zhang Anda                             | 3                                      |          |   |                                    |                                    |                                    |
|  |                                        |                                        |                                        |          |   |                                    |                                    |                                    |

## Finał
| Finał: Do 7 wygranych frame'ów · General Snooker Club, Hongkong, Hongkong, 21 listopada 2015 · Sędzia: Stanley Cheung |                    |          |
| Mark Williams | 3 – 7              | Marco Fu |
| 3–60, 55–74, 102 (72)–17, 0–140 (136), 8–119 (119), 23–77, 86 (62)–0, 62–63, 88 (82)–25, 0–124 (124)                  |                    |          |
| 82 | Najwyższy break    | 136      |
| – | Breaki stupunktowe | 3        |
| 3 | Breaki 50-punktowe | 3        |

### Breaki stupunktowe turnieju
- 136, 128, 124, 119, 111, 101 Marco Fu
- 136, 135 Martin Gould
- 109, 107, 104 Mark Davis
- 108 Michael White